# 조니 벤치
조니 리 벤치(Johnny Lee Bench, 1947년 12월 7일 ~ )는 1967년부터 1983년까지 메이저 리그 베이스볼에서 신시내티 레즈를 위하여 포수로 활약한 전 미국의 프로 야구 선수이며, 미국 야구 명예의 전당 헌액자이다.  벤치는 14회의 올스타 선발 선수였고, 2회의 내셔널 리그 MVP이다.  그는 6개의 디비전 타이틀, 4개의 내셔널 리그 페넌트와 2개의 연속적 월드 시리즈를 우승한 "빅 레드 머신"의 주요 일원이었다.  ESPN은 그를 야구 역사상 거대한 포수로 불렀다.

## 메이저 리그 베이스볼 경력

### 1960년대
오클라호마시티에서 태어나 자라온 벤치는 8분의 1의 촉토족 혈통을 이어받았으며, 빙거에 있는 빙거-오니 고등학교에서 야구와 농구를 하며 반에서 졸업생 대표였다.  그의 부친은 그에게 메이저 리그 선수가 되는 데 가장 빠른 길은 포수라고 말하였다.  17세의 나이로 벤치는 1965년 아마추어 드래프트의 2번째 라운드에서 신시내티 레즈에 의하여 전체 36위로 선발되어 1967년 8월 레즈에 의하여 소집되기 전에 1966년과 이듬해 시즌에서 마이너 리그 버펄로 바이슨스를 위하여 활약하였다.  그는 .163 점만을 타구하였으나 자신의 방어와 공을 던지는 데 강한 팔과 함께 많은 사람들에게 인상을 주었으며 그중에는 명예의 전당 헌액자 테드 윌리엄스가 있었다.  윌리엄스는 그를 위하여 야구에 계약을 맺고, 어린 포수가 분명히 명예의 전당 헌액자가 될 것이라고 예언하였다.  윌리엄스의 예언은 1989년 벤치가 쿠퍼스타운으로 선출될 때 22년 후에 사실이 되었다.
1968년 봄 훈련 경기가 열리는 동안 벤치는 8년의 베테랑 투수 짐 맬러니를 위하여 포구하고 있었다.  맬러니는 한번 강한 투수였으나 이때 부상들이 극적으로 그의 속구의 속력을 줄였다.  맬러니는 벤치가 요구한 커브 대신 속구를 던지면서 되풀이적으로 자신의 어린 포수를 진동시키는 데 강조하였다.  맬러니는 별명과 응답하였다.  그의 속구가 더 이상 효과적이지 않은 것을 맬러니에게 증명하는 데 벤치는 속구를 요구하였고, 맬러니가 공을 내보낸 후 벤치는 자신의 포수의 미트를 떨어뜨리고, 맨손으로 속구를 잡았다.  휴스턴 애스트로스를 상대로 맬러니가 무안타 경기를 투구할 때 1969년 4월 30일 벤치는 레즈의 포수였다.
1968년 20세의 벤치는 자신의 첫 전임 시즌에 많은이들에게 인상을 주었으며, "올해의 내셔널 리그 신인" 상을 수상하고, 15개의 홈런과 82개의 타점과 함께 .275 점을 타구하였다.  그는 또한 신인 선수에 의하여 수상되어 온 상이던 처음으로 포수를 위한 1968년 내셔널 리그 골드 글러브 상을 수상하기도 하였다.  그는 그해 하나의 시즌에 포수가 100개 이상의 보살을 가진 23년 만에 처음으로 특정을 지은 102개의 보살을 만들었다.
1960년대 동안 벤치는 또한 켄터키주 포트 토머스에서 신시내티로부터 오하이오강을 건너 기지를 둔 478 공병대의 일원으로서 미국 육군의 예비군으로 복무하였다.  이 부대는 그의 몇몇의 동료 선수들을 포함하였으며, 그 중에는 피트 로즈였다.

### 1970년대

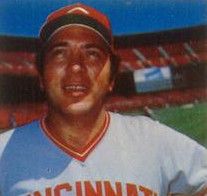
신시내티 레즈 선수 시절의 벤치

1970년 벤치는 자신의 가장 좋은 통계적인 시즌을 가졌다.  22세의 나이로 그는 내셔널 리그의 MVP 상을 수상하는 데 최연소 선수가 되었다.  그는 .293 점을 타구하여 레즈가 내셔널 리그 서부 디비전을 우승하면서 45개의 홈런과 프랜차이즈 기록 148개의 타점과 함께 내셔널 리그를 이끌었다.  레즈는 내셔널 리그 챔피언십 시리즈에서 피츠버그 파이리츠를 휩쓸었으나 그해 열린 월드 시리즈에서 볼티모어 오리올스에게 5개의 경기에서 패하였다.
벤치는 1972년 또다른 강한 한해를 가져 2번째로 MVP 상을 수상하였다.  그는 또다른 내셔널 리그 서부 디비전 타이틀로 레즈를 추진하는 도움을 주는 데 홈런 (40)과 타점 (125)에서 내셔널 리그를 이끌고, 파이리츠에 결정적 5번째 경기에서 내셔널 리그 페넌트를 우승하였다.  그의 가장 극적인 홈런들 중에 하나는 내셔널 리그 챔피언십 시리즈의 5번째 경기에서 그의 9번째 이닝 선두의 반대편 홈런이었다.  솔로 발포는 3점에서 경기에 동점을 매기고, 레즈는 4 대 3으로 후반의 이닝에서 우승하였다.  하지만 레즈는 7개의 경기에서 강한 오클랜드 애슬레틱스에게 월드 시리즈를 패하였다.
1972년 시즌 후, 벤치는 자신의 폐로부터 종양을 제거하였으며 그는 활동적으로 남아있었으나 다시는 하나의 시즌에서 40개의 홈런을 치지 않았다.  1973년 벤치는 25개의 홈런과 104개의 타점을 치고 99개의 우승과 함께 메이저 리그를 이끌고 또다른 내셔널 리그 서부 디비전의 타이틀을 주장하는 데 7월 초순 로스앤젤레스 다저스에게 10개와 2분의 1의 적자로부터 레즈를 집합시키는 도움을 주었다.  내셔널 리그 챔피언십 시리즈에서 레즈는 자신들의 16개와 2분의 1의 경기들 뒤로 인상적이 아닌 83 승 79 패의 기록과 함께 내셔널 리그 동부를 우승한 뉴욕 메츠를 만났다.  그러나 메츠는 내셔널 리그에서 더 좋은 출발 투수들 중의 3명 - 훗날의 명예의 전당 헌액자 톰 시버, 제리 쿠스먼과 존 매틀랙을 자랑하였다.  첫 경기에서 벤치의 시버에 9번째 이닝 홈런의 발기는 레즈를 승리로 추진하였으나 시버는 결정적인 5번째 경기에서 레즈의 벤치의 최고를 얻어 메츠를 월드 시리즈로 놓는 데 7 대 2로 우승하였다.
1974년 벤치는 129개의 타점과 108개의 매겨진 득점과 함께 리그를 이끌어 같은 시즌에 100개 혹은 이상의 득점과 함께 메이저 리그 역사상 4번째 만의 포수가 되었다.  레즈는 메이저 리그에서 2번째로 가장 많은 경기를 우승하였으나 다저스에게 서부 디비전을 패하였다.  1975년 레즈는 결국 포스트시즌에서 돌파하였다.  벤치는 29개의 홈런과 110개의 타점을 공헌하였다.  레즈는 내셔널 리그 챔피언십을 우승하는 데 3개의 경기에서 파이리츠를 휩쓸고, 추억적인 7개의 경기 월드 시리즈에서 보스턴 레드삭스를 꺾었다.
벤치는 1976년 병든 어깨와 분투하여 16개의 홈런과 74개의 타점 만과 함께 자신의 최소 생산력의 세월들 중 하나를 가졌다.  그는 가장 좋은 포스트시즌과 함께 끝내며 필라델피아 필리스를 휩쓴 내셔널 리그 챔피언십 시리즈에서 4 루 12 타의 상연과 함께 출발하였다.  그해 월드 시리즈는 뉴욕 양키스의 올스타 투수 서먼 먼슨과 함께 짝짓기의 접근전을 마련하였다.  벤치는 기회로 올라가 먼슨이 또한 .529의 평균과 함께 잘 타구하는 동안 2개의 홈런과 함께 .533 점을 타구하였다.  레즈는 4개의 경기 휩씀에서 우승하고, 벤치는 월드 시리즈의 MVP로 임명되었다.  월드 시리즈 이후의 기자 회견에서 레즈의 감독 스파키 앤더슨은 자신의 포수와 함께 먼슨을 비교하는 데 저널리스트들에 의하여 의문되었다.  앤더슨 감독은 "난 조니 벤치에 그를 비교하면서 다른 포수를 부끄럽게 하고 싶지 않습니다."라고 응답하였다.
벤치는 31개의 홈런과 109개의 타점을 치는 데 1977년에 되살아 나왔으나 다저스가 2개의 연속적 내셔널 리그 페넌트를 우승하였다.  레즈는 그의 경력에서 한번 더 포스트시즌에 도달하였으나 내셔널 리그 챔피언십 시리즈에서 파이리츠에 의하여 3연속 경기에서 휩쓸어졌다.

### 1980년대
자신 경력의 마지막 3개의 시즌을 위하여 벤치는 처음으로 1루수 혹은 3루수가 되는 동안 본루의 외부로 옮겨져 13개 만의 경기를 포구하였다.  벤치가 자신의 289번째이자 마지막 홈런을 친 1983년 9월 17일 토요일 레즈는 리버프론트 스타디움에서 "조니 벤치의 밤"을 선언하였다.  그는 35세의 나이로 시즌의 말기에 은퇴하였다.

## 메이저 리그 베이스볼 경력 통계

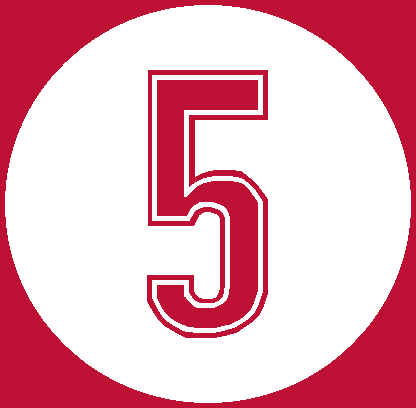
1984년 레즈에 의하여 영구 결번된 벤치의 등번호 5

레즈와 전부 보낸 자신의 17년간 메이저 리그 경력 동안 389개의 홈런과 1,376개의 타점과 함께 .267의 경력 타구 평균을 위하여 벤치는 2,048개의 안타를 가졌다.  그는 칼턴 피스크와 현재 기록 보유자 마이크 피아자에 의하여 앞서질 때까지 보유된 기록인 포수들을 위한 경력 홈런의 지도력 선수로서 은퇴하였다.  벤치는 아직도 포수에 의하여 10개와 함께 가장 많은 그랜드 슬램 홈런을 위한 메이저 리그 기록을 보유하고 있다.  자신의 경력에서 벤치는 10개의 골드 글러브 상을 수상하고, 14번이나 내셔널 리그 올스타 팀으로 임명되었으며 2개의 MVP 상을 수상하였다.  그는 포구된 도루율에서 3번이나 내셔널 리그를 이끌었고, .991의 수비율과 함께 자신의 경력을 끝냈다.  그는 자신의 경력 동안 118개의 완봉을 잡아 메이저 리그 포수들 사이에 그를 사상 12위에 놓았다.  벤치는 또한 루 게릭 상 (1975년), 베이브 루스 상 (1976년)과 허치 상 (1981년)을 수상하기도 하였다.
벤치는 시카고 컵스의 랜디 헌들리에 의하여 처음으로 소개된 경첩이 달린 포수의 미트를 대중화하였다.  그는 자신의 던지는 손에 엄지손가락 부상으로 1966년 장애자 명단에 일정 기간 동안 놓인 후 미트를 이용하기 시작하였다.  미트는 투구를 받을 때 벤치가 옆으로 그의 던지는 팔을 안전하게 밀어 넣는 데 허용하였다.  10년간 세월의 방향에 의하여 경첩이 달린 미트는 표준 포수의 장치가 되었다.  큰 손을 가진 벤치는 또한 더욱 공동적이고 근본적으로 똑바른 방향 대신 한손과 함께 커브를 떠내면서 그것을 막는 경향을 가지기도 하여 앞에서 공을 가지는 데 양무릎에 떨어뜨려 가슴 프로텍터를 이용하여 공을 막는 것이다.

## 명예와 경력 이후의 활동들

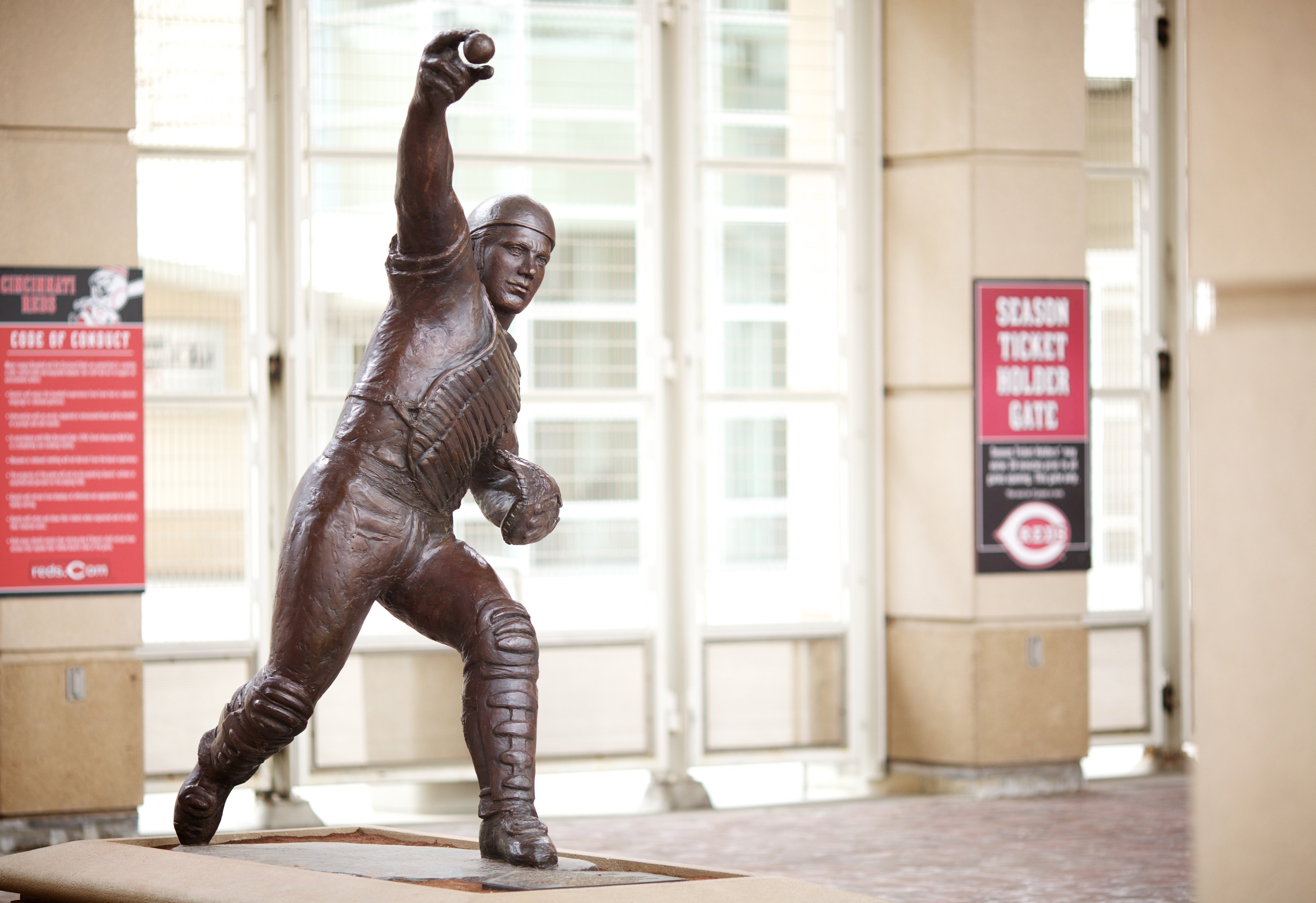
그레이트 아메리칸 볼 파크에 있는 벤치의 동상

1989년 벤치는 칼 야스트렘스키와 더불어 뉴욕주 쿠퍼스타운에서 미국 야구 명예의 전당으로 선출되었다.  그는 자신의 첫 자격의 해에 선출되었고, 당시 3번째로 최고의 퍼센티지인 비밀 투표의 96%에 나왔다.  3년 일찍이 벤치는 신시내티 레즈 명예의 전당으로 헌액되어 왔고, 그의 등번호 5는 팀에 의하여 영구 결번되었다.  1989년 그는 자신이 어린이로서 먹은 시리얼 휘티스의 상자에 나오는 데 첫 개인적 야구 선수가 되었다.
1985년 벤치는 그웬 버든과 게리 샌디를 포함하기도 한 신시내티의 무대 뮤지컬 제작 〈Damn Yankees〉에 조 보이드와 조 하디로 출연하였다.  그는 또한 1982년부터 1985년까지 텔레비전 시리즈 〈The Baseball Bunch〉의 진행을 맡았다.  애리조나주 투산에서 온 소년, 소녀들의 출연은 벤치와 다른 현재와 은퇴한 거대한 선수들로부터 야구의 경기를 배우려고 하였다.
1986년 벤치와 돈 드라이즈데일은 지원 경연 혹은 ABC의 일요일 오후 야구의 텔레비전 방송을 하였다.  보통 팀 맥카버와 일을 한 키스 잭슨은 2번째 월요일 밤의 경기를 하였다.  스티브 버스비가 채워지면서 벤치는 6월에 1주를 쉬었으며, 또한 방송망들이 아나운서의 짝짓는 것을 전향시키면서 마이클스와 함께 하나의 경기에 일하였다.  드라이즈데일이 휴스턴에서 회견자로서 올스타 경기에 일하는 동안 그는 플레이오프들이 열릴 때까지 다시 꾸미지 않았다.  벤치는 단순하게 사라져 최후적으로 브렌트 머스버거가 그해의 내셔널 리그 챔피언십 시리즈를 불르는 도움을 주는 데 CBS 라디오로 갔다.  벤치는 1989년부터 1993년까지 잭 벅과 후에 빈 스컬리에 곁으로 CBS 라디오의 월드 시리즈 보도 범위에 시사해설자를 지냈다.  1994년 벤치는 피츠버그로부터 NBC/베이스볼 네트워크의 올스타 경기의 범위를 위하여 현지 리포터를 지냈다.
50세가 된 후, 벤치는 비상근의 프로 골프 선수였고, 시니어 PGA 투어에 몇몇의 이벤트에서 활약하였다.  그는 캘리포니아주 랜초미라지에 있는 미션힐스-게리플레이어코스에 집을 가지고 있다.
1999년 벤치는 스포팅 뉴스에 의하여 100명의 거대한 야구 선수들 중 16위에 들어왔다.  그는 최고 순위의 포수였다.  벤치는 또한 최고로 투표를 받은 포수로서 메이저 리그 베이스볼 올센추리 팀으로 선출되기도 하였다.  롤링스 골드 글러브 상의 황금 주년의 일부로서 벤치는 사상의 롤링스 골드 글러브 팀으로 선발되었다.
2000년 대학 야구와 시작되면서 최고의 대학 포수는 해마다 조니 벤치 상을 받는다.  두드러진 수상자들은 플로리다 주립 대학교의 버스터 포지, 베일러 대학교의 켈리 쇼퍼치, 스탠퍼드 대학교의 라이언 가코와 캘리포니아 주립 대학교의 커트 스즈키를 포함한다.

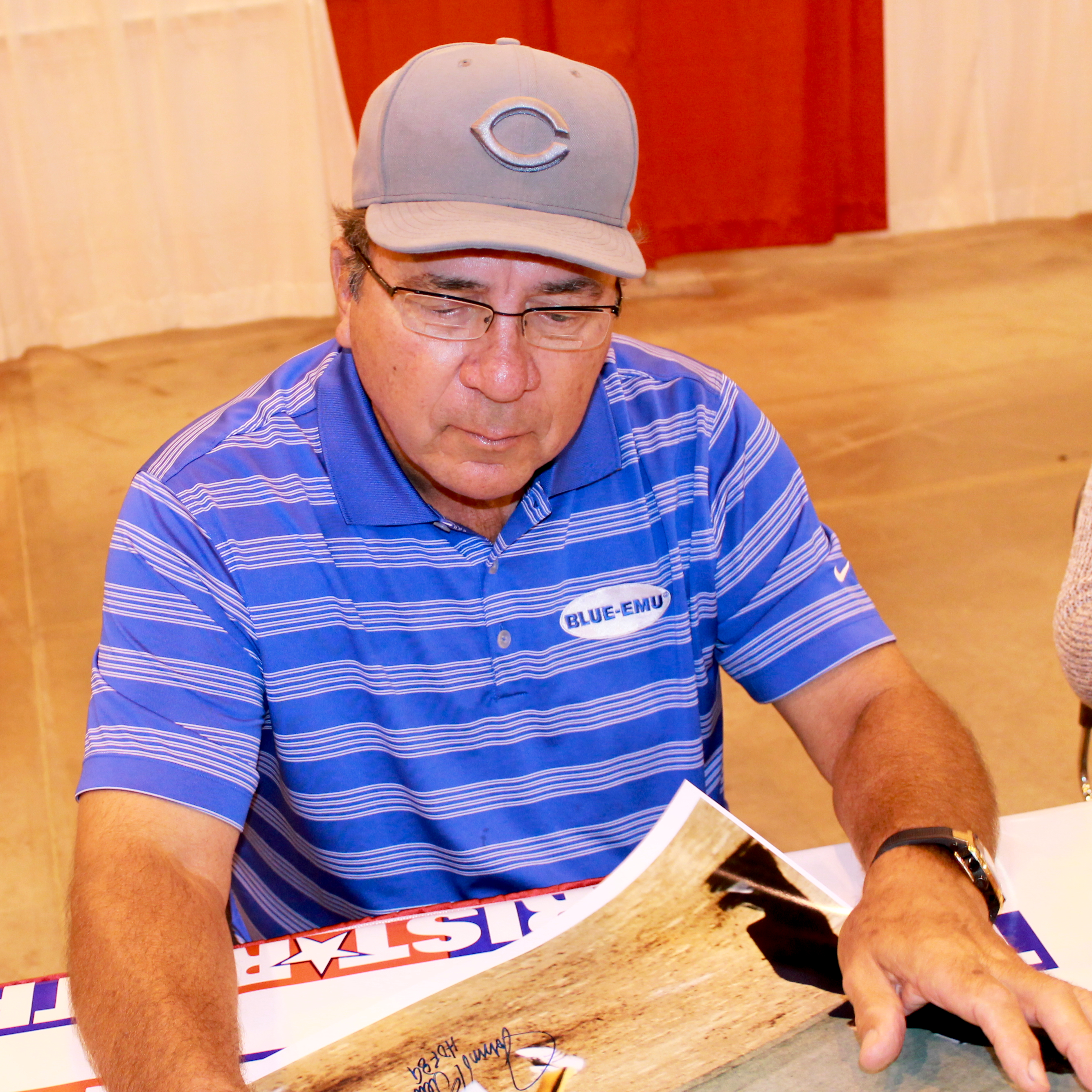
휴스턴에서 책에 자신의 서명을 하는 벤치 (2014년 5월)

2008년 벤치는 폴 도허티와 공동으로 〈Catch Every Ball:How to Handle Life's Pithes〉를 저서하여 오린지 프레이저 프레스에 의하여 출판되었다.  1979년에 발간된 자서전 〈Catch You Later〉는 윌리엄 브래실러와 공동으로 저서되었다.  벤치는 텔레비전과 라디오에 경기들을 중개 방송하기도 하였고, 탐욕스러운 골프 선수로 몇몇의 챔피언스 투어 토너먼트에서 골프를 쳤다.
그해 9월 뉴잉글랜드 스포츠 네트워크의 하이디 워트니와 인터뷰에서 펜웨이 파크에서 열린 레드삭스와 클리블랜드 인디언스 간의 경기를 보고 있던 벤치는 신시내티의 토박이며 레드삭스의 3루수 케빈 유킬리스가 완고한 활약을 이룬 후, 시카고 컵스의 아나운서 해리 캐레이에게 인상을 주었다.  너클볼로 알려진 팀 웨이크필드는 레드삭스를 위하여 투수판에 있는 동안 그는 당시 레즈의 감독 스파키 앤더슨이 그에게 자신이 너클볼 선수 필 니에크로를 위한 이적을 생각하고 있었다는 이야기에 관계를 지었다.  벤치는 앤더슨이 니에크로의 포수를 위하여 더 나은 이적을 가졌다고 응답하였다.
2011년 9월 17일 신시내티 레즈는 그레이트 아메리칸 볼 파크에서 레즈 명예의 전당의 입구에 벤치의 동상 제막식을 거행하였다.  톰 츠치야에 의한 실물보다 큰 동상은 주자에게 던지는 활동에서 벤치를 보이고 있다.  벤치는 자신의 동상 제막식을 자신의 거대한 순간으로 불렀다.

## 같이 보기
- 미국 야구 명예의 전당의 헌액자 목록